# Stazione di Trogen
La stazione di Trogen (in tedesco Bahnhof Trogen) è una fermata ferroviaria nel comune svizzero di Trogen sulla linea San Gallo-Trogen, facente parte della ferrovia Appenzello-San Gallo-Trogen.

## Storia
La fermata fu attivata il 10 luglio 1903, in occasione dell'apertura della ferrovia San Gallo-Trogen, di cui è il capolinea superiore.

## Strutture e impianti
La fermata dispone di un binario dotato di marciapiede per il servizio passeggeri, oltre a due binari tronchi, uno affiancato al binario normalmente utilizzato (e scollegato dalla rete) e uno che si dirige sul retro del fabbricato viaggiatori. Quest'ultimo è un classico edificio a due piani, più un terzo di attico.

## Movimento
La fermata è servita da treni a cadenza semioraria per Appenzello (linea S21 della rete celere di San Gallo), da alcuni treni alle ore di punta per Teufen, Speicher o San Gallo (linea S22 della rete celere di San Gallo) e da 2 ulteriori treni giornalieri per Appenzello (linea S20 della rete celere di San Gallo).

## Servizi
Nella fermata sono presenti:
- Biglietteria automatica[5]
- Sala d'attesa

Inoltre, è presente un parcheggio di interscambio e un punto di consegna/rilascio delle automobili per il car sharing.

## Interscambi
- Fermata autobus (tra cui i pullman per Herisau e per Heiden, interconnessione con la ferrovia Rorschach-Heiden)[7]